# Pontius Telesinus
Pontius Telesinus († 1. November 82 v. Chr.) war ein Feldherr des antiken italischen Volks der Samniten.

## Leben
Pontius stammte aus dem samnischen Ort Telesia, wie sein Beiname zeigt. 90 v. Chr. während des Bundesgenossenkriegs war er einer der wichtigsten Anführer der Italiker bei ihrem Aufstand gegen Rom.
In den Bürgerkriegsauseinandersetzungen nach der Rückkehr Lucius Cornelius Sullas aus dem Osten 83 v. Chr. organisierte Pontius noch einmal samnitische Truppen, die auf der Seite der Popularen in die Kämpfe eingriffen. Mit dem lukanischen Feldherrn Lucius Lamponius versuchte er vergeblich, den in Praeneste belagerten jüngeren Marius zu entsetzen, und eilte dann nach Rom, das er noch vor Sulla zu erreichen und einzunehmen hoffte. Er verlor aber am 1. November 82 v. Chr. die Schlacht an der Porta Collina. Sterbend fiel Pontius in die Hände der Römer, die seinen abgeschnittenen Kopf den in Praeneste Belagerten zeigten. Pontius Telesinus galt als einer der erbittertsten Gegner Roms unter den Italikern.